# 하맹제
하맹제(河孟濟, Ha Myeongje, 1427년 ~ ? 년)는 조선시대 전기의 문신이자 유학자으로 본관은 진양(晉陽)이며, 아버지는 훈련원부사를 역임한 하효명이며 어머니는 정부인(貞夫人) 전의 이씨(全義 李氏)이다.

## 생애

### 가계
본관은 진양(晉陽). 아버지는 참판공 하효명(河孝明)이며 어머니는 절제사 이승간(李承幹)의 딸이며 대제학 이원무(李元茂)의 증손녀인 정부인(貞夫人) 전의 이씨(全義 李氏)이다.

### 내용
하맹제는 어려서부터 총명하고 사리분별이 남달랐으나 입신양면에 뜻을 두지 않고 주로 경서 탐독과 수신(修身)에 정진했으며 다른 형제들과 위아래로 서로 우애하고 부모 봉양에 열심을 다했다. 평소에 성품이 광심(廣深)하고 순근(醇謹)하여 학문의 출중함을 아까워한 나머지, 가문은 하맹제에게 음서(蔭敍)로 출사할 것을 강권하여 마지못해 조정으로부터 장사랑(將仕郎)에 임명되었다. 그러나 평소 벼슬에 뜻이 없었던 하맹제는 결국 벼슬에 미련없이 초야로 돌아가 시문 연구와 후진 양성에 몰두했다.
하맹제의 이러한 배경은 고려조에서 조선조로 이어진 하문(河門)의 가의(家義)와 가문의 전통적인 가풍과 연결되어 있다는 점이다. 고려조에서 병부상서와 조선 세종조에서 공안부윤과 판청주목사를 역임한 그의 증조부인 하자종 선생이  “성리학의 실천적인 도는 ‘충과 효’를 다하여 백성을 살피는 것" 이라고 자손들에게 강조하여 가르친 것을 보면 잘 알 수 있다.
또한 조부인 문효공 경재 하연 선생은 조선 개국 후, 초창기 국법 질서와 국기를 바로 세우는데 지대한 공헌을 했으며, 역대 재상 중에 유일하게  “승평수문(昇平守文)의 재상” 이라는 칭송을 받아  '청렴과 결백의 표상' 이 되었을 뿐만 아니라, 조선 성리학의 절의파 사대부 사상을 계승한 대표적인 성리학자이다.

## 가족관계
- 증조부 : 하자종(河楫, 증좌의정)
- 증조모 : 진양 정씨(晉陽鄭氏, 정경부인)
  - 조부 :  하연(河演, 영의정)
  - 조모 :   정경부인 성주 이씨
    - 아버지 : 하효명(河孝明, 증이조참판)
    - 어머니 : 전의 이씨(全義 李氏, 정부인)
      - 장남 : 하호성(河好成, 사직)
        - 손자 : 하한공(河漢功, 내금위 어모장군)
          - 증손 : 하숙(河淑), 어모장군)

        - 손녀 : 진양하씨
        - 손녀사위 : 변소종(卞紹宗)

      - 차남 : 하치성(河致成), 사직)
      - 딸 : 진양 하씨
      - 사위 : 정만(鄭萬)

### 직계 후손
- 하승무(18세손, 역사신학자, 시인)[2][3][4]

## 묘소
원 묘소 안산(현 시흥) 내장산에서 충청북도 청원군 현도면 우록리로 이장.

## 참고 자료
- 晉陽河氏大同譜(戊午譜,1858년)
- 晉陽河氏大同譜(戊辰譜,1928년)
- 晉陽河氏大同譜(壬辰譜,1952년)
- 晉陽河氏大同譜(乙未譜,1955년)
- 晉陽河氏大同譜(庚子譜,1960년)
- 晉陽河氏大同譜(甲子譜,1984년)
- 晉陽河氏大同譜(庚辰譜,2000년, 인제대학교 족보도서관 전자판)
- 萬家譜(19세기, 해남윤씨 종가 발행 인물종합보)
- 하승무의 晉陽河氏 家門人物硏究(2015년)